# Vicq-Exemplet
Vicq-Exemplet ist eine französische Gemeinde mit 321 Einwohnern (Stand: 1. Januar 2022) im Département Indre in der Region Centre-Val de Loire. Sie gehört zum Arrondissement La Châtre, zum Kanton La Châtre und zum Gemeindeverband Communauté de communes de la Châtre et Sainte Sévère. Die Einwohner werden Vicquois genannt.

## Lage
Vicq-Exemplet liegt etwa 42 Kilometer südöstlich von Châteauroux. An der östlichen Gemeindegrenze verläuft der Fluss Sinaise. Umgeben wird Vicq-Exemplet von den Nachbargemeinden Saint-Christophe-en-Boucherie im Norden und Nordwesten, Rezay im Norden, Maisonnais im Osten und Nordosten, Beddes im Osten, Châteaumeillant im Südosten, Néret im Süden, Montlevicq im Südwesten sowie Thevet-Saint-Julien im Westen.

## Bevölkerungsentwicklung
| Jahr                      | 1962 | 1968 | 1975 | 1982 | 1990 | 1999 | 2006 | 2013 |
| Einwohner                 | 648  | 566  | 484  | 424  | 369  | 360  | 337  | 322  |
| Quelle: Cassini und INSEE |      |      |      |      |      |      |      |      |

## Sehenswürdigkeiten
- Kirche Saint-Martin aus dem 12. Jahrhundert
- Turm von Le Bois-l'Abbé
- Zehntscheune

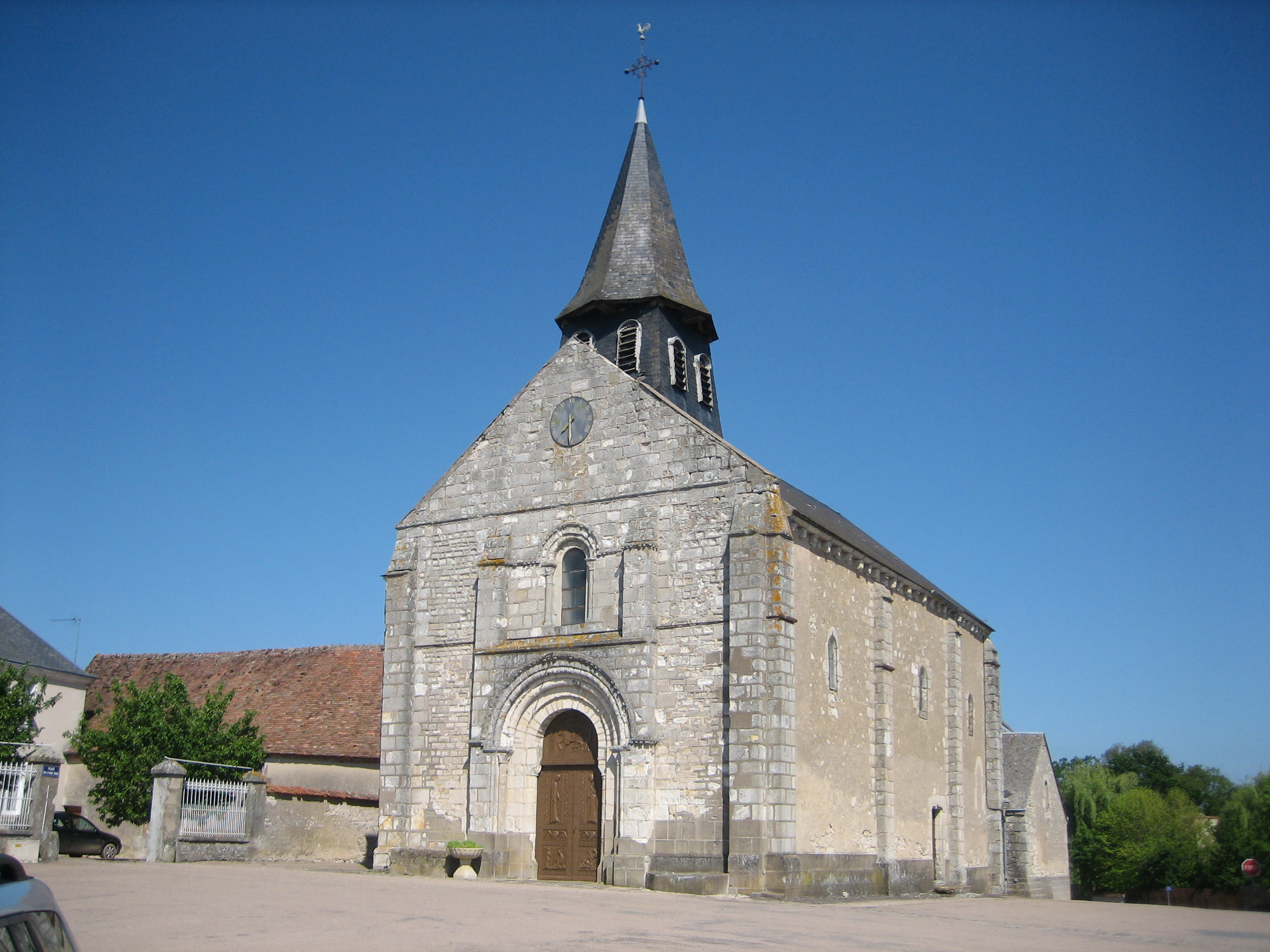
Kirche Saint-Martin
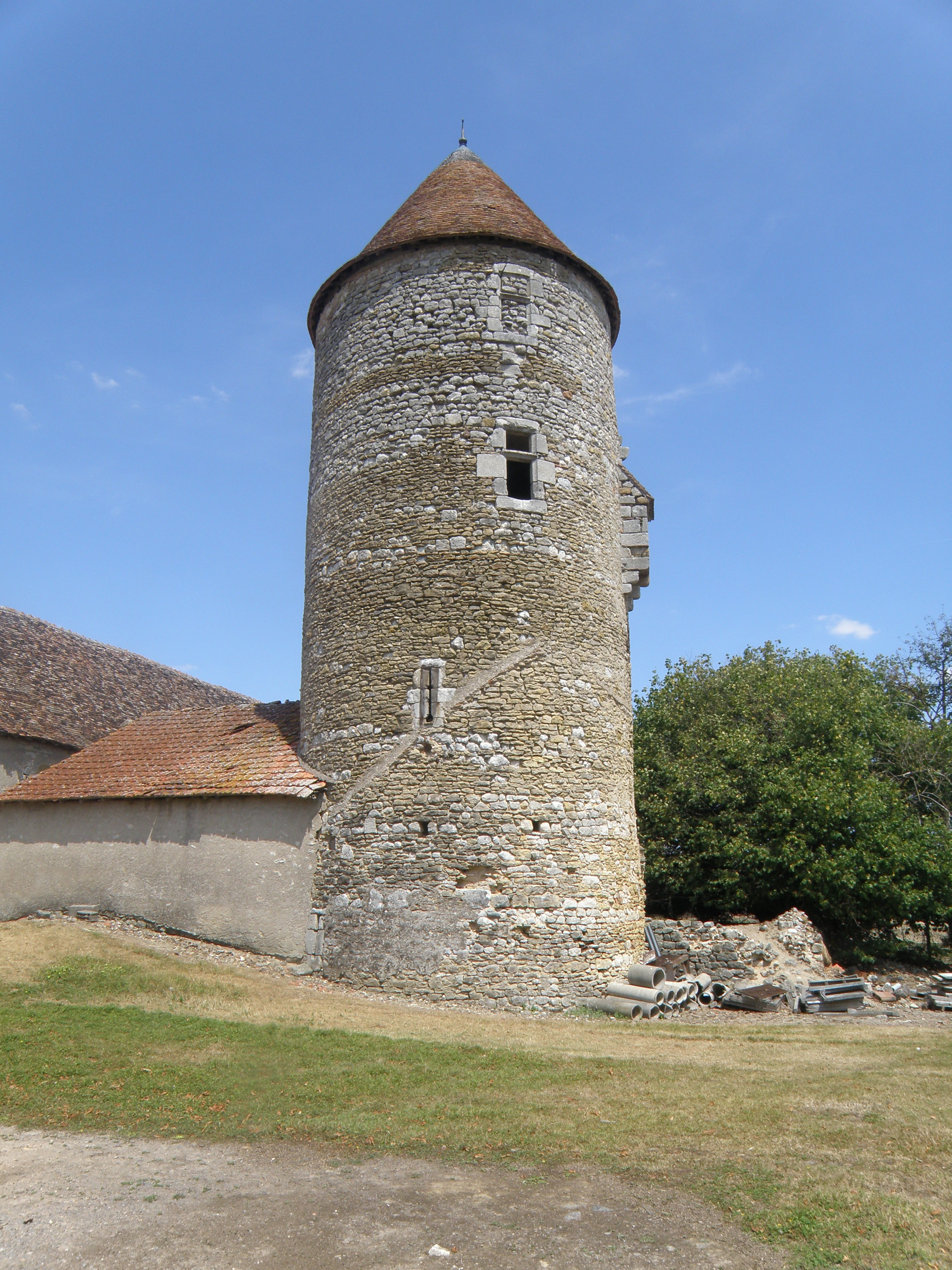
Turm Le Bois-l'Abbé
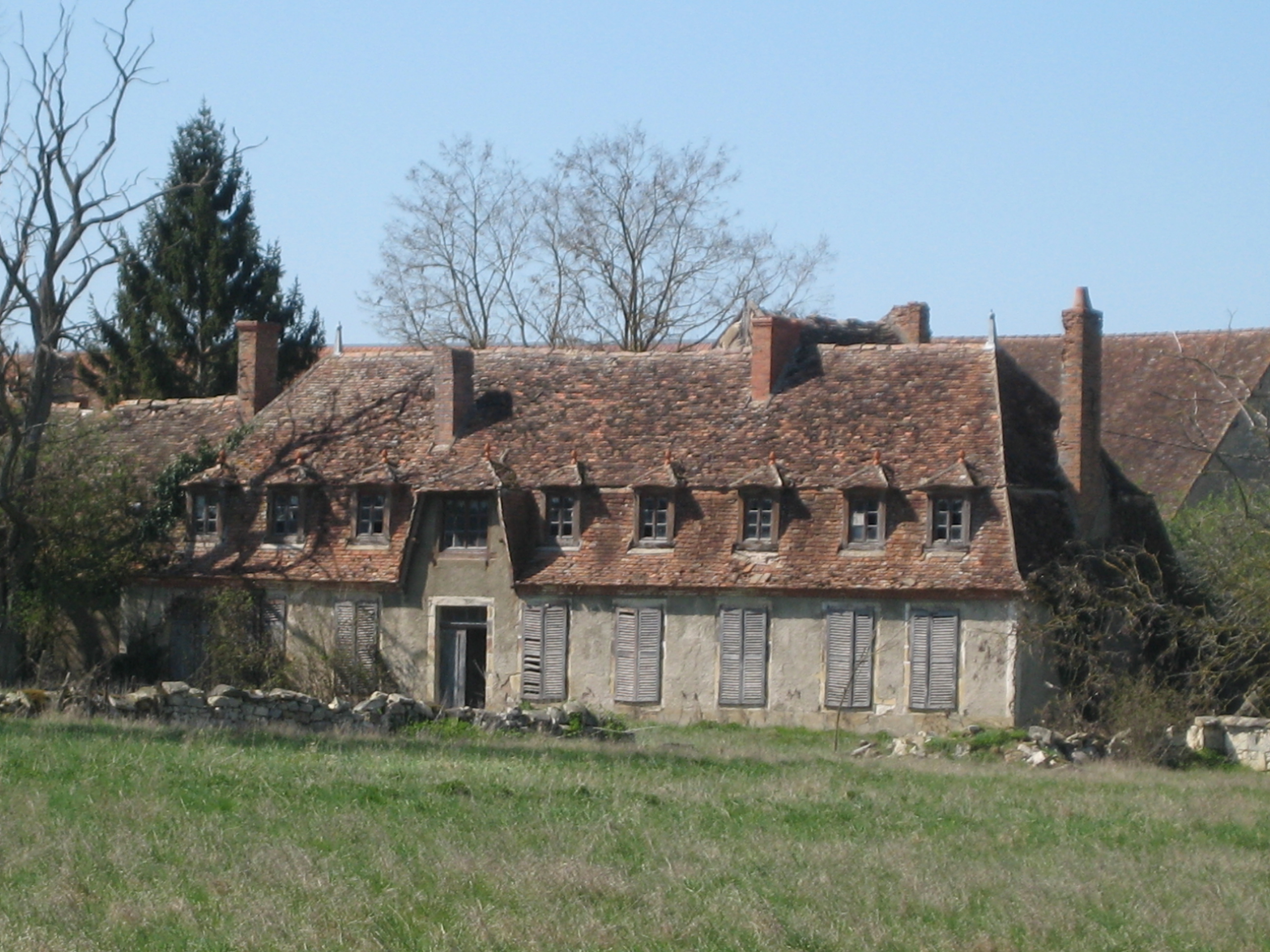
Zehntscheune